# Pallidochromis tokolosh
Pallidochromis tokolosh är en fiskart som beskrevs av Turner, 1994. Pallidochromis tokolosh ingår i släktet Pallidochromis och familjen Cichlidae. IUCN kategoriserar arten globalt som livskraftig. Inga underarter finns listade i Catalogue of Life.